# Łapsze Wyżne
Łapsze Wyżne (slowakisch Vyšné Lapše, ungarisch Felsőlápos; deutsch Oberlapsch) ist eine Ortschaft mit einem Schulzenamt der Gemeinde Łapsze Niżne im Powiat Nowotarski der Woiwodschaft Kleinpolen in Polen.

## Geographie
Der Ort liegt am Bach Łapszanka in den Pieninen.

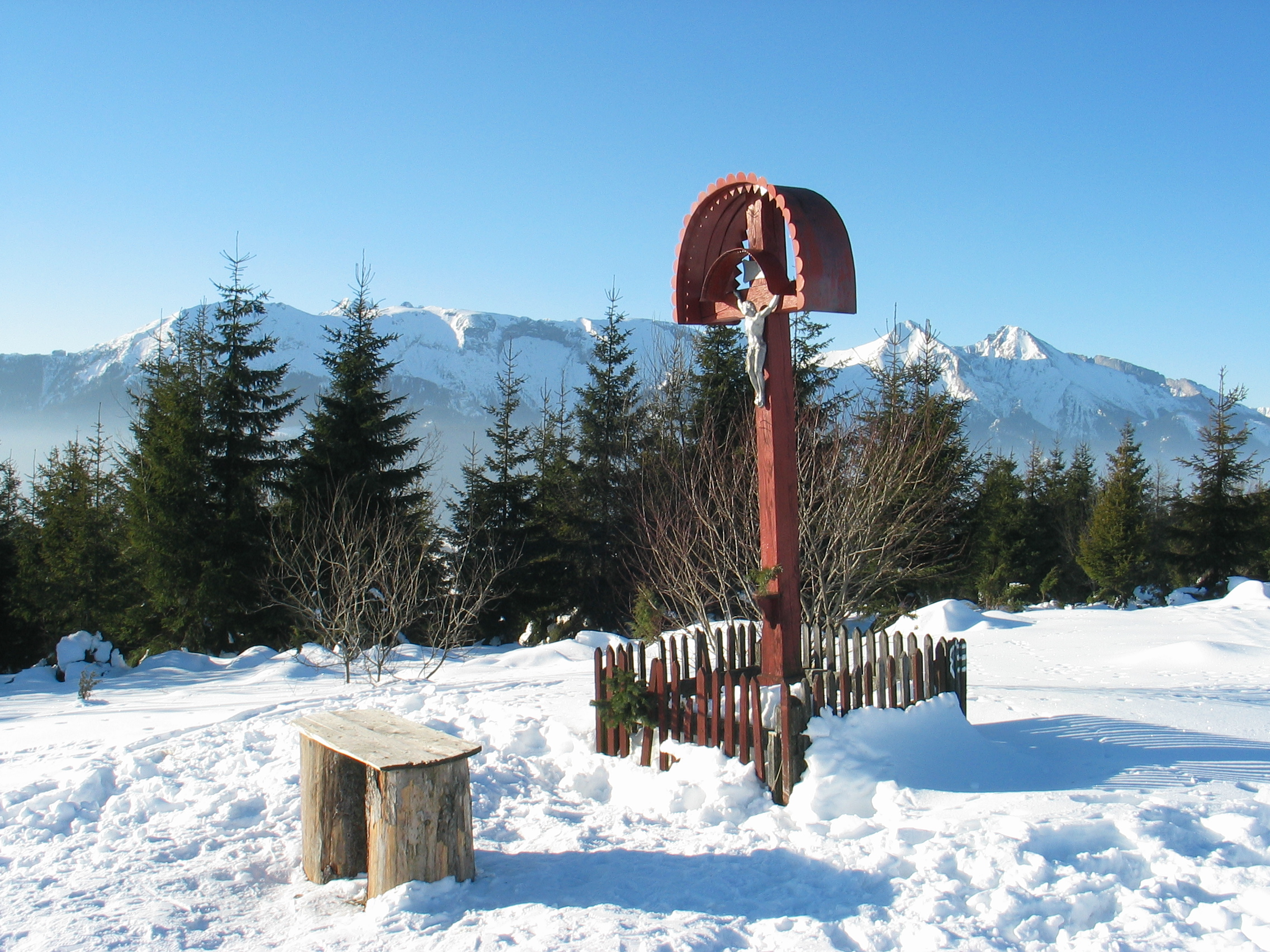
Blick auf die Tatra
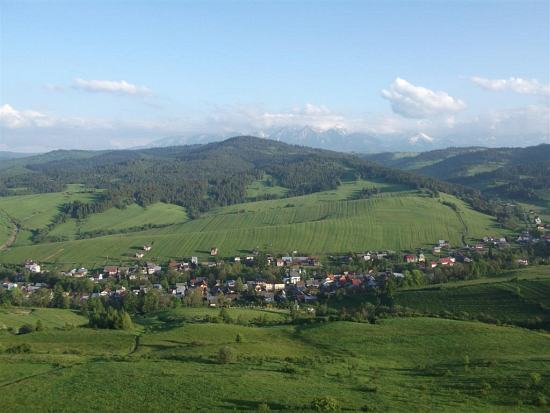
Ortsansicht
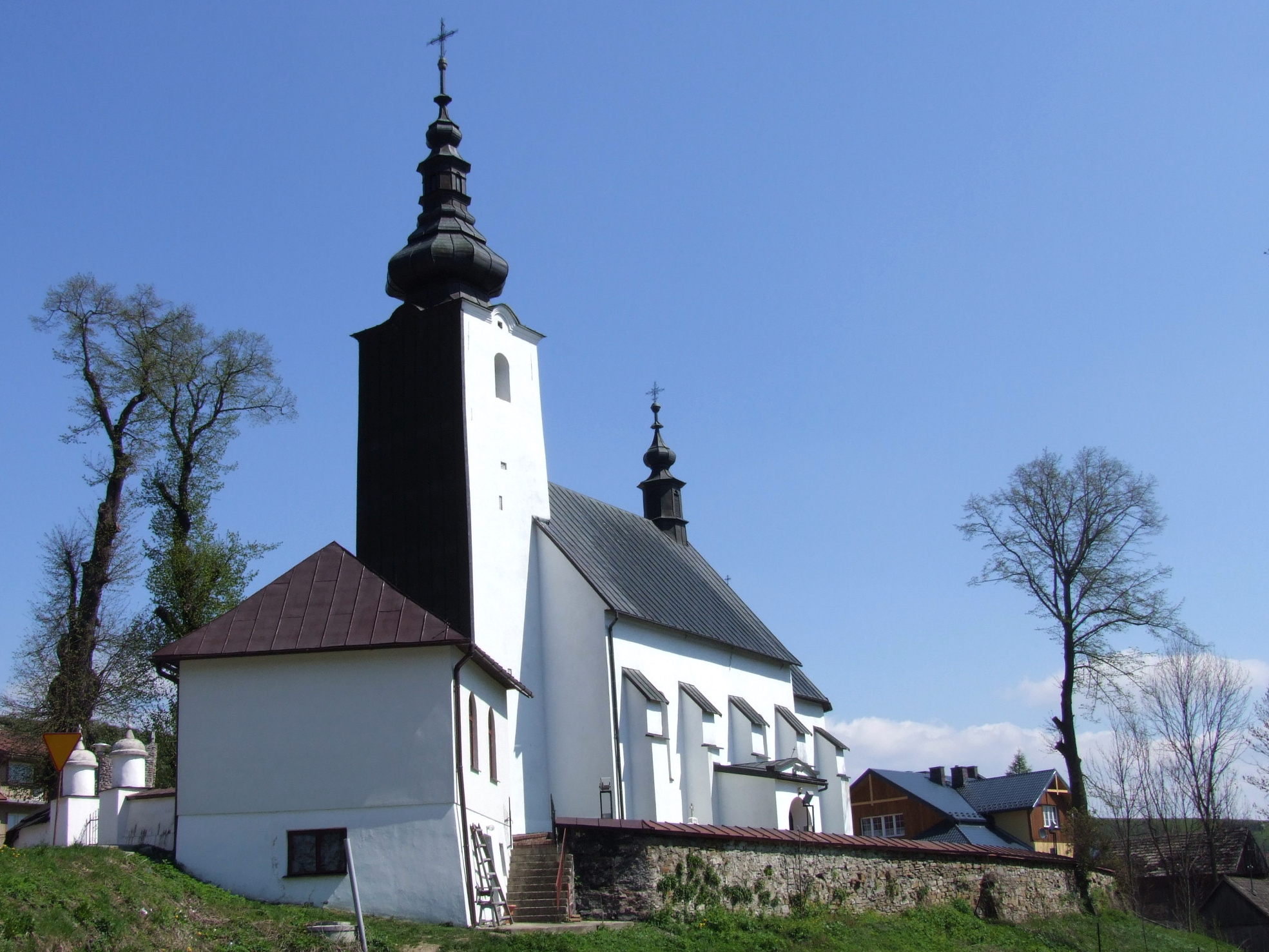
Kirche

## Geschichte
Łapsze Wyżne ist eines der vierzehn Dörfer in der Polnischen Zips.
Der Ort wurde in den Jahren 1463 und 1469 erstmals urkundlich erwähnt. Der Ort gehörte zu den Gütern von Niedzica. Im Jahre 1589 verkaufte Albrecht Łaski das Dorf an György Horváth. Im 16. und der ersten Hälfte des 17. Jahrhunderts wurde es von vielen Russinen bewohnt, wahrscheinlich aus Osturňa. Damals existierte im Dorf eine griechisch-katholische Holzkirche. Die polnisch-goralischen Einwohner hatten getrennt davon eine eigene Kirche. Nach dem Exodus der Russinen wurde die russische Kirche zu einer römisch-katholischen umgewidmet (erwähnt 1660). Später wurde an ihrer Stelle die heutige gemauerte Kirche gebaut.
Im 19. Jahrhundert wurde Slowakisch die Sprache der Kirche und der Schule, aber die lokalen Goralen sprachen Goralisch, einen polnischstämmigen Dialekt, der in den ungarischen Volkszählungen im Gegensatz zu den goralischen Dörfern der Arwa immer als Slowakisch betrachtet wurde. Später wurde eine Politik der Magyarisierung betrieben.
1918, nach dem Ende des Ersten Weltkriegs und dem Zusammenbruch der k.u.k. Monarchie, wurde das Dorf Teil der neu entstandenen Tschechoslowakei. In Folge der tschechoslowakisch-polnischen Grenzkonflikte im Zips-Gebiet wurde der Ort 1920 der Zweiten Polnischen Republik zugesprochen. Zwischen 1920 und 1925 gehörte er zum Powiat Spisko–Orawski, ab 1. Juli 1925 zum Powiat Nowotarski. Im Jahre 1921 hatte die Gemeinde 130 Häuser mit 602 Einwohnern, davon waren 595 Polen und 7 anderer Nationalität (meistens Slowaken), 593 römisch-katholischen, 1 evangelischen und 8 israelitischen Bekenntnisses.
Im Dorf überdauerte der Frondienst bis 1931.
Von 1939 bis 1945 wurde das Dorf ein Teil des Slowakischen Staates.
Von 1975 bis 1998 gehörte Łapsze Wyżne zur Woiwodschaft Nowy Sącz.

## Sehenswürdigkeiten
- Kirche, gebaut oder umgebaut 1759–1760